# Långträsk, Södermanland
Långträsk är en sjö på Ornö i Haninge kommun i Södermanland som ingår i Tyresån-Trosaåns kustområde. Sjön är 16,5 meter djup, har en area på 0,289 kvadratkilometer och befinner sig 6,8 meter över havet.

## Delavrinningsområde
Långträsk ingår i det delavrinningsområde (654982-164788) som SMHI kallar för Rinner till Mysingen. Medelhöjden är 19 meter över havet och ytan är 12,32 kvadratkilometer. Det finns inga avrinningsområden uppströms utan avrinningsområdet är högsta punkten. Avrinningsområdets utflöde mynnar i havet, utan att ha någon enskild mynningsplats.